# Flying Without Wings
Flying Without Wings är en powerballad av pojkbandet Westlife. Låten släpptes 1999-10-18 och är gruppens tredje officiella singel. Den hamnade 1:a på brittiska singellistan.
Vinnaren av den andra säsongen av American Idol 2003; Ruben Studdard, släppte en cover på låten som sin debutsingel efter segern.
Westlifes version förekommer också som soundtrack till den tecknade långfilmen Pokémon 2 - Ensam Är Stark som kom år 2000, och är en uppföljare på filmen från året innan.
I Idol 2005 sjöng Måns Zelmerlöw denna sång i semifinals-omgången, där han i sin tur tog sig till finalen.